# Brahima Diarra
Brahima Diarra (* 5. Juli 2003 in Paris) ist ein malisch-französischer Fußballspieler.

## Karriere

### Verein
Aus der Jugend des AC Boulogne-Billancourt kommend ging er im Sommer 2019 nach England, wo er nun für die U17 von Huddersfield Town spielte. Ein Jahr später unterschrieb er hier dann auch seinen ersten Profi-Vertrag und rückte weiter in die U19 vor. Im Dezember 2020 hatte er dann auch schon sein erstes Spiel in der Championship. Mitte 2021 ging es dann weiter in deren B-Mannschaft, von wo er im Januar 2022 nach Harrogate Town ausgeliehen wurde. Dort kam er dann erstmals am 15. Januar bereits in der League Two zum Einsatz. Durch eine Knöchelverletzung, welche er sich nach der Partie gegen die Bristol Rovers Mitte März zuzog, fiel er aber für den kompletten Rest der Saison aus. Zur Saison 2022/23 kehrte er zu Huddersfield zurück und wurde hier ein Teil der ersten Mannschaft. Seit November 2022 kommt er nun auch durchgehend weiter für Huddersfield in der Liga als Ergänzungsspieler zum Einsatz.

### Nationalmannschaft
Im Sommer 2023 nahm er mit der malischen U23 am Afrika-Cup 2023 teil. Dort kam er in allen fünf Partien seiner Mannschaft zum Einsatz und erreichte mit dieser dort den dritten Platz, womit sich die Mannschaft für das Turnier der Olympischen Spiele 2024 in Paris qualifizierte.